# スマイラー少年の旅
『スマイラー少年の旅』（Smiler trilogy）は、イギリスの小説家ヴィクター・カニングによる少年小説の3部作。1971年から1975年にかけて発表され、日本では1975年に中村妙子訳で新潮社（人と自然シリーズ）、のちに偕成社文庫で出版された。以下の3作からなる。
1. チーターの草原（The Runaways） 1971年
2. 灰色雁の城（Flight of the grey goose） 1973年
3. 隼のゆくえ（The Painted Tent） 1975年

無実の罪で教護学校に収容された少年が脱走し、無実が証明されるまでの約1年間の逃亡生活の中で様々な人物との出会い、自然や動物たちとの触れ合いの中での成長を描いている。物語の舞台は三部作の作品ごとに「南イギリスのソールズベリー平原」「スコットランドの湖水地方の古城」「南西イギリスのデヴォンシャー」と三転し、各作品で鍵となる動物たちも「動物公園から逃げ出したチーター」「怪我をして群れからはぐれたハイイロガン」「幼鳥時から飼い慣らされて飛ぶ事を躊躇するハヤブサ」と変わって行く。

## あらすじ

### チーターの草原（The Runaways）
無実の罪を着せられて教護学校に送られた15歳の「スマイラー」ことサミュエル・マイルズ少年は、脱走後一度は警察に捕まったものの、落雷によるトラブルに乗じて、再びパトカーから逃亡する。時を同じくしてロングリート動物公園から逃げ出した雌チーターのヤラも、2度目の落雷をきっかけに動物公園を脱走する。スマイラーはその後、妻の病気療養のため留守をしているコリングウッド少佐宅の納屋の2階に潜伏するが、ヤラもまた納屋の1階を一時的な潜伏先として選ぶ。コリングウッド家から拝借したラジオでチーターの脱走を知り、また一階にそのチーターがいる事に気付いたスマイラーは、ヤラの境遇を知った事により、自身と同じ立場にいる彼女に親近感を覚える。
スマイラーはヘアダイで髪を染め、特徴的なそばかすを「タンニング・ローション」で隠し、プロフィールを偽り、名前もジョニー・ピカリングと変えて、ミセス・レーキーとミス・ミリーの姉妹が経営するケネルで働くことになる。近くにあるソールズベリー平原内の演習場で、納屋からすぐ姿をくらましたヤラが生活、しかも脱走当時身重だった彼女が2頭の子供を産み、育てる様子を目撃したスマイラーは、以降ヤラの生態を観察するために草原に足を運ぶようになる。
やがて、妻の快癒に伴いコリングウッド少佐が帰宅したことで、納屋を隠れ家に出来なくなったスマイラーは、友人となったケネルの出入り業者ジョーの家に、格安の部屋代で転がり込む。しかし一方ヤラは、子育て途中で油断から牛の角によって深手を負い、巣の前で息絶える。それを発見したスマイラーはショックを受けるが、仔チーターをこのままにはしておけないと、ヤラを古井戸に水葬すると、自身が2頭を草原内で育てることを決意する。
一方、コリングウッド少佐は、自宅内にスマイラーが書き残していた自身宛ての置手紙から推理、調査し、手紙の主「おたずねもの」の正体は、ケネルで働いているジョニー・ピカリングことサミュエル・マイルズであると確信する。「サミュエル少年」の裁判の一部始終や、手紙の内容、拝借したものを一部を除いてきちんと返却していたりと、「おたずねもの」に対して好感を持っていた少佐だが、まず間違いなく無実とはいえ、このまま逃亡したままではそれを証明する事もままならない以上、警察に連絡して一旦教護学校に戻した上で自分達が彼の無実を証明するために尽力した方が良いと考え、ケネルのレーキー姉妹を夕食に呼んで、ジョニーことサミュエル少年の濡れ衣の一部始終 と、その無実の罪を晴らすために二人の了解さえ得られればすぐに警察を呼ぶことを提案する。
しかし、「ジョニー」を特に気に入っているミリーは、彼が仕事から帰って疲れているところに、いきなり警察が踏み込んでそのまま連れて行かれる事になるという展開に納得がいかず、食事会からの退席を示唆、ほとんどはじめの頃から「ジョニー」の正体に気づきながら知らないふりをしていたミセス・レーキーの取り成しもあり、すぐにこの場で警察を呼ぶ予定が、一晩の猶予を与えることに変更された。ところが、スマイラーのガールフレンド的存在になっていた少女パットの母が、その日の夕食の手伝いに来ていて偶然話を聞き、帰宅してから夫に話し、それを耳にしたパットは深夜のうちにスマイラーに連絡する。
スマイラーは夢遊病者のふりをしたジョーから車のキーを受け取り、そのまま草原で2頭の仔チーターを乗せて、ロングリート動物公園のチーターの囲い地に行き、そこで2頭に別れを告げて逃亡する。草原でこのまま誰にも見つからずに2頭が成長して行くのは無理があり、自身がいずれまた逃亡することになるかも知れず、そうなれば2頭の世話も不可能になると考えたスマイラーは、最終的にはこうして動物公園に連れて行くのが2頭にとっては一番良い道だと結論を出していた。チーターの囲い地内に残されたアフラとリコの2頭だったが、群れのボスであるアポロは2頭を受け入れた。互いに知る術はないが、このアポロこそ2頭の父親だったのである。そしてその日の午後、スマイラーが乗り捨てたジョーのライトバンは警察によって発見された。

### 灰色雁の城（Flight of the grey goose）
警察の追跡をすんでのところで交わして逃げ出したスマイラーは、当初ヒッチハイクで出会ったトラック運転手ボブ、野良犬のベーコンと共に旅を続けるが、他の運転手の通報が元でベーコンと共にまた逃げ出す事になる（この際警察の質問に、ボブはスマイラーの連れているベーコンの特徴を、わざと間違えて証言している）。スマイラーに結局逃げられた事を知った警官の一人は、「逃げたって何も解決しないのに。」と苦笑する。自分の素性を隠して調べた結果、父親がコックとして乗船している「ケンタッキー・マスター号」が、スコットランドの港、「グリンノック」に入港する事を知ったスマイラーは、スコットランドへ渡る決心をする。その途中で出会った「教授」と自称する博識の老人の助けを借りて、必要な物資と共にスコットランド行きの貨物列車に乗り込む事に成功する。しかし「教授」は別れの際にスマイラーのポケットから、ケネルで数ヶ月働いて貯めた紙幣の入った封筒をこっそり抜き取っており、列車の出発後、その事に気付いたスマイラーは一瞬呆然としながらも、その鮮やかな手口に苦笑するのだった。
金こそ抜き取られたものの、「教授」がちゃんと調達してくれた物資のおかげで、スコットランドに着いてもしばらくはどうにか旅を続ける事のできたスマイラーとベーコンは、やがて湖水地方に辿り着く。そこでスマイラーは、猫に襲われたハイイロガンの「ラギー」を救出した事が縁で、後に恋人となる少女ローラ・マッケイと出会い、湖内にそびえる古城の城主、アレク・エルフィンストーン卿、通称「殿様」のところにローラと共にラギーを運び込むが、旅の疲れもあり殿様の前で倒れて気を失ってしまう。
目が覚めたスマイラーは、ケネルの時のように偽名は使わず殿様に自分の素性を明かす。そのうえで、父親の乗った船がスコットランド内の港に停泊し、父と再会できれば、父の力で自分の無実も明かしてもらえるので、それまで仕事をしながら父の帰りを待ちたいと告げる。話を聞いて、殿様はスマイラーの無実を信じると告げ、先日辞めて行った使用人、ウイリー・マックオーフィーの代わりに城で働く事を薦める。城の環境や、殿様の人柄に好印象を持っていたスマイラーにとって、願ってもない事であった。城で働き、治療中のラギーをはじめ城内の様々な動物達の世話に汗を流し、獣医でもある殿様の動物に対する治療の助手を務める等しながら、スマイラーはいつしか獣医になる夢を持ち始める。また、定期的にモーターボートで城に物資を届けに来るローラとも打ち解け、いつしか二人は友達以上の感情を持つようになる。それは殿様の誕生パーティーのメインディッシュとなる大鮭を、二人で協力して釣り上げた事で決定的になり、パーティーの夜、ローラと二人きりになったスマイラーは、それまで殿様にしか明かしていなかった自分の素性と目的を彼女に話し、ローラもスマイラーの腕を取り、秘密を守る事を約束するのだった。
そんな充実した日々を送るスマイラーだったが、気がかりは、既に怪我は治っているのは明らかながら、一向に飛び立とうとしないラギーの事だった。やきもきするスマイラーに対し、殿様は「君が走り幅跳びの選手で、練習中に足を折ったとしたら、治っても競技をするのを躊躇する場合もあるのではないか？」と諭し、食べ物ももらえるし住むところもあるから、今はわざわざ飛び立つ必要がないと思っているが、いずれ本能には逆らえず、必ず飛び立つと語る。
そんな折、殿様が息子夫妻に子供が生まれたため、ロンドンに行く事になり、スマイラーはしばらく城の留守を守る事になるが、ある日潜水した彼は水中に隠れた洞穴を見つけた。そこには以前殿様に聞かされていた、行方不明になっていた城の宝石が隠されていたのだった。
さっそく、物資を届けに来たローラにも見せ、これを売れば殿様の夢を実現できるだけのお金が入って来ると喜ぶ二人。だが、ローラが帰って再び城内に一人きりになったスマイラーの前に現れたのは、以前から城を物色し、強盗に入る機会を伺っていた二人組だった。二人の悪漢の様子から、スマイラーは裏で糸を引いているのが、あの評判の悪いウイリー・マックオーフィーだと感づく（二人は話さないがそれは正解だった）。
どんなに脅されようとガンとして、二人の狙っている「銀器」の隠し場所を言わないスマイラーだったが、「船長」こと「ビリー・モーガン」は、どうしても言わないならこうすると、今度は動物達に向けて持って来た銃を発砲する。弾丸は命中せずに済んだが、それがきっかけとなり、飛ぶ事を躊躇していたラギーもついに飛び立った。
一時は、動物たちの命には代えられないと観念し、銀器や、一緒にしまっておいた宝石も悪漢たちの手に渡したスマイラーだが、これは作戦でもあり、隙をついて再び銀器と宝石を取り返す事に成功した。しばらくは身を隠したスマイラーを捜索する二人組だったが、折から暴風雨が辺り一帯を覆い、あまり長居できない事情もあり、悔しがりながら城を後にする事になる。
スマイラーは強盗達の隙を突いてローラ向けに合図を送り、その知らせが届いたローラは暴風雨の中、城へ向けてボートを出す。悪戦苦闘の末、どうにか城にたどり着いたローラだが、スマイラーの姿が見えず、殿様の銀器も宝石も消えている事にショックを受ける。
翌朝湖内に点在する島を見回ったローラは、ある島の岸で銀器と宝石の入ったリュックを背負ったまま倒れているスマイラーを見つけ、上陸して彼を抱き締める。
城に戻ったスマイラーはローラの看病を受けながら、事の顛末を話して聞かせる。ローラも、スマイラーの言う二人組に心当たりはなかったが、もしウイリー・マックオーフィーが裏で糸を引いているなら、きっと後悔する事になると言う。そして、話の流れの中、スマイラーは、ローラに向けて、将来自分が獣医になれたら結婚して欲しいと告げる。突然の事に驚いたローラだが、少なくとも拒否はしなかった。
やがて殿様が帰って来た。スマイラーが宝石を見つけ、その宝石を強盗から守り通した事を知った殿様は、スマイラーは勇敢で立派な少年だ、と、感謝の言葉を伝える。
しかし、平穏な時は続かなかった。古城滞在中にひょんな事からスマイラーの「正体」を知った強盗達は、お宝を取り損ねた腹いせに、匿名で警察にスマイラーの事を通報したのだ。無視するわけにもいかない警察は、遂に城にやって来て殿様と話をする。隠れて聞いているうちに父親が、乗っているはずだった船に乗っていない事を知ったスマイラーは愕然とする。ショックを受けながらも捕まるわけにはいかないと逃げる準備を始めるスマイラー。傍にいたローラは反対するが、彼の決心が固い事を感じると、それが決して正しい方法ではないと言いながらも協力する。城を抜け出した二人は、最後にお互いを抱き締め、唇を合わせる。そして、ローラに「必ず帰ってくる。」と告げるスマイラー、それに対してローラは、直接な表現ではないものの、以前のスマイラーのプロポーズを、改めてしに来る事を決して忘れないから、と返し、彼がいない事に気づいた警察が追いかけてくる前に逃げるよう促すのであった。

### 隼のゆくえ（The Painted Tent）
スコットランドをも逃げ出したスマイラーは、またヒッチハイクを試み、いくつかの失敗の後、ジミー・ジャゴーに拾われる（このくだりは前作のラストで語られる）。
ジミーの計らいで、南西イギリスのデボンにある農場で、ジミーの母である公爵夫人（ダッチェス）に雇われたスマイラーは、獣医になる夢を実現させるため、仕事の傍ら個人教授を付けてもらい、勉強する事になる。公爵夫人の計らいでスコットランドに残してきた恋人ローラとも連絡が付くようになり、二人はしばらく文通を続ける。その間に公爵夫人やジミーはスマイラーのために動いており、いつしかブリストルにいる元々の元凶、ジョニー・ピカリングにも、謎の手紙が届くようになる。やがてローラが、休暇を利用してスコットランドからやってきた。楽しい一週間を過ごす二人だが、別れの前日、ローラはスマイラーに、デボンに来る途中彼の姉夫婦に会って、自分の知っている限りのスマイラーの近況を話したと告げ、姉夫婦のもとに届いていたというスマイラー宛の父親からの手紙を手渡す。そこには、スマイラーに対する激励と、物事に勇気を出して立ち向かう事（つまり、警察に出頭して無実を証明するために戦う事）を薦める文面が書かれていた。翌日、ローラとの別れの際にスマイラーは列車の中で読んで欲しいと手紙を手渡す。そこには自分が決心した事が書かれており、それを読んだローラは涙を拭う。
そしてスマイラーは、知り合いの警官（もちろん公爵夫人の計らいで、真実は知らなかった）に事の真相を告げる。驚いた警官だが、公爵夫人を交えた話し合いの末、すぐには結論も出ないし、こうして自分から言い出した以上逃げ出したりもしないだろうと、しばらく待機するように告げる。スマイラーが退出した後で、警官は「彼は正しい結論を出した。」と評する。
やがてブリストル警察から警部がやって来て、スマイラーと面会する。しかし、警部がスマイラーにする質問は、どれもスマイラーとは関係のなさそうな質問であった。よくよく話を聞いてみると、その日の朝に事情を聞くために警官がジョニー・ピカリングの家に行ったところ、ジョニーは警官を見るなり真っ青になって事の真相を洗いざらい白状したという。度重なる「警告」の手紙が届いた事で、ジョニーは既に罪の意識で押しつぶされそうになっていたのである。
こうしてスマイラーの疑いは晴れ、獣医としての勉強を更に進める事になる。やがてブリストルの姉夫婦のもとに帰って行ったスマイラーの将来を占うため、彼とローラの残して行ったものを持って占い小屋に入った公爵夫人は、その水晶玉の中に二人の幸せな未来を観て、満足そうに頷くのであった。

## 日本語版
偕成社（偕成社文庫）、1979年
- チーターの草原―スマイラー少年の旅（偕成社文庫4037、ISBN 4038503704）
- 灰色雁の城―スマイラー少年の旅（偕成社文庫4038、ISBN 4038503801）
- 隼のゆくえ―スマイラー少年の旅（偕成社文庫4039、ISBN 4038503909）など

## テレビドラマ
- 「チーターの草原」はテレビドラマ化され、NHKでも「ジョニーの旅」のタイトルで放送されたが、ヤラと2頭の仔の草原での生活はカットされた[2]。